# Orquesta Sinfónica Nacional de Bolivia
La Orquesta Sinfónica Nacional de Bolivia (también conocida por su sigla OSN) es una orquesta sinfónica boliviana, fundada el 6 de abril de 1945.

## Historia

### Fundación
En 1907 se fundó el Conservatorio Nacional de Música (Conservatorio Plurinacional de Música) en cuyo seno se formaron varios conjuntos orquestales que dirigiera varios años el Maestro Pietro Bruno, siendo esta la semilla de formación de los músicos bolivianos solistas y de orquesta.
En 1940 el compositor y director de orquesta José Velasco Maidana, conformó la “Orquesta Nacional de Conciertos” con la que se estrenó su ballet Amerindia. Este grupo se constituyó en la semilla de la Orquesta Sinfónica Nacional que fue creada mediante Decreto Supremo N.º 297 del 6 de abril de 1945, dictado por el presidente Gualberto Villarroel y a iniciativa de Mario Estenssoro.
Con Erich Eisner, su primer director, la Orquesta Sinfónica Nacional (OSN) debutó con 50 músicos en el Teatro municipal Alberto Saavedra Pérez de La Paz el 18 de julio de 1947. El primer programa fue la obertura de “Los Cantores” de Wagner, la obertura de la “Quinta Sinfonía” de Tchaikovsky y la obertura de “La coronilla” de Teófilo Vargas.
Muchas obras de compositores bolivianos fueron presentadas por la OSN, algunas de ellas instrumentadas y transcritas por Eisner, entre ellos se encuentran: Humberto Viscarra Monje, Jorge Parra, José Lavadenz, Armando Palmero, Belisario Zárate, Teófilo Vargas, Simeón Roncal, Eduardo Caba y Roger Becerra.
Entre 1947 y 1955, Eisner dirigió más de 200 conciertos y presentó a varios de los grandes compositores bolivianos y extranjeros. En todos los conciertos siempre estuvieron llenas las salas.

### Centro Sinfónico
El 17 de diciembre de 1999, por Decreto Supremo N.º 25625, durante el gobierno de Hugo Banzer, la Orquesta se constituye en ente descentralizado.
El 30 de julio de 2002, mediante Decreto Supremo N.º 26725, se hace entrega a los pocos días del Centro Sinfónico Nacional (ex Cine La Paz) en favor de la Orquesta y mediante Ley 3755 de 25 de octubre de 2007 se consolida este hito con la cesión gratuita del inmueble siendo las gestiones del Mtro. David Händel.
Mediante Decreto Supremo N.º 367 de 25 de noviembre de 2009, se define la tuición de la Orquesta bajo la del Ministerio de Culturas, debido a la reciente creación de esta cartera de Estado por D.S. 29894 de ese mismo año.

## Directores
Los directores que sucedieron a E. Eisner a lo largo de 72 años de historia de la OSN fueron: 
- Erich Eisner (1945-1951)
- Jaime Mendoza Nava (1952)
- Erich Eisner (1953-1955)
- Antonio Montes Calderón (1956-1964)
- Leonard Atherton (1964-1965)
- Gerald Brown (1966-1970)
- Rubén Vartanyan (1970-1976)
- Carlos Rosso (1976-1977)
- Mario Perusso (1978-1979)
- Fredy Céspedes (1980)
- Antonio Montes Calderón (1980-1982)
- Ramiro Soriano (1982-1991)
- Freddy Terrazas (1993-1997)
- David Händel (1997-2011)
- Maurico Otazo (2013-2015)
- Christian Asturizaga (2015-2017)
- Weimar Arancibia (2017-2024)
- Christian Asturizaga (2024-presente)

Dirección General Ejecutiva
- Marlene Mercado (2017-2018)
- Roxana Piza (2018-2021)
- Marcela Camargo (2024 - presente)